# Сервій Корнелій Долабелла Петроніан
Сервій Корнелій Долабелла Петроніан лат. (Servius Cornelius Dolabella Petronianus; ? — після 86) — державний діяч часів Римської імперії, консул 86 року.

## Життєпис
Походив з патриціанського роду Корнеліїв, його гілки Долабелла. Син Гнея Корнелія Долабелли та Петронії. Здобув гарну освіту, разом з батьком вирушив у вигнання. У 69 році батька було вбито. Незабаром повернувся до Риму.
У 86 році став консулом разом з Цезарем Доміціаном Августом. Перебував на посаді до квітня того ж року. У 86 році увійшов до колегії арвальських братів. Про подальшу долю нічого невідомо.

## Родина
- Сервій Корнелій Долабелла Метіліан Помпей Марцелл, консул-суффект 113 року.